# 法拉利SF1000
法拉利SF1000是由法拉利车队设计和制造的一級方程式賽車車輛，是2020年一级方程式世界锦标赛法拉利車隊的比賽用車。该车是由塞巴斯蒂安·維泰爾和夏尔·勒克莱尔驾驶。
SF1000由塞巴斯蒂安·維泰爾和夏尔·勒克莱尔在2020賽季驾驶。該車原計劃在2020年澳大利亞大獎賽上首次亮相，但由於2019冠状病毒病疫情的影響，接下來的9場賽事被取消或推遲，所以這被推遲了。最終，SF1000在2020年奧地利大獎賽上首次亮相。

## 背景資料

### 命名
這輛車的名稱“SF1000”是指法拉利將在本賽季參加車隊第一千場大獎賽，本來第一千場大獎賽應該是2020年摩納哥大獎賽。然而，由於多場比賽取消和延遲，最終車隊的第一千場比賽在2020年托斯卡納大獎賽舉行。塞巴斯蒂安·維泰爾延續了他為赛车命名的傳統，這次稱它為“Lucilla”。

### 賽車設計
由於2020年賽季的技術規則基本上沒有變化，SF1000被設計為SF90的進化版，車隊負責人马蒂亚·比诺托表示：“這輛車的概念是源自於SF90，但我們在所有領域上都盡可能地做到了極致”。
SF1000的重心通過降低其冷卻系統的元件而降低。該車的最初發布顯示它還具有更窄的側箱進氣口、更緊湊的車尾和更複雜的引流板組件。

### 動力單元
在2019賽季之後，國際汽聯對法拉利的動力裝置進行了調查，聲稱它違反了技術法規關於燃油流量限制的規定。調查結束，法拉利沒有受到任何處罰，因為沒有任何證據可以證明他們犯規。然而，國際汽聯收緊了2020賽季的燃油流量規定，並引入了第二個燃油流量傳感器。SF1000在2020賽季的速度較慢，GPS分析表明它比SF90損失了65 bhp（48 kW）。

## 2020年賽季
在推遲的2020年賽季開始之前，比諾托透露，對於2020年奧地利大獎賽，車隊將使用與季前測試中相同的配置。他還表示“目前，我們沒有最快的配置”，並且車隊將在2020年匈牙利大獎賽中引入重大更新。

### 季初
在2020年奧地利大獎賽中，勒克萊爾和維特爾分別在排位賽中只能獲得第7名和第11名，法拉利首席執行官路易斯·卡米萊里表示“很明顯，我們必須在各個方面進行改善。”在比賽期間，勒克萊爾因爲紅牛車隊的退賽和路易斯·漢米爾頓的時間處罰獲得了意想不到的第二名，而維特爾在嘗試超車時失誤，並以了第10名完賽.維特爾說他“很高興[他]只打了一次圈”，而且這輛車很難駕駛。
在2020年施蒂利亞大獎賽，法拉利帶來新的更新，然而，SF1000在受下雨影響的排位賽中表現並沒有好多少，維特爾和勒克萊爾分別僅排在第10位和第11位。勒克萊爾後來因為在排位賽期間妨礙另一名車手而被罰退三個位置。在勒克萊爾與維特爾相撞後，兩位車手都在第一圈退賽。維特爾指出，連續兩個週末在同一條賽道上比賽本可以讓車隊有機會測試和比較SF1000的新升級，但碰撞使他們失去這個機會。
維特爾和勒克萊爾分別獲得了匈牙利大獎賽排位賽的第五和第六名。這是2020年第一次兩輛法拉利都進入了第三階段排位賽，儘管排位賽落後杆位的漢米爾頓和兩輛賽點車隊賽車超過1.3秒。維特爾從緩慢的進站中后以第六名完賽，但勒克萊爾在最後幾圈被麥拉倫車隊的小卡洛斯·塞恩斯超越後，以第11名的成績完賽。勒克萊爾說這輛車“非常難以駕駛”，並且在“比預期好”的排位賽之後對性能下降感到困惑。賽后，比諾托坦言“整輛賽車都得修改”。
兩輛車在2020年英國大獎賽再次進入 Q3，維特爾排位賽第1名，勒克萊爾第4名獲得SF1000迄今為止最好的排位賽成績。勒克萊爾在比賽中一直保持著自己的位置，直到在梅賽德斯AMG車隊的瓦尔特里·博塔斯爆胎後，他在最後幾圈登上領獎台，這一事件也使一直跑在積分位置外的維特爾能以第10位完賽。勒克萊爾後來形容他登上領獎台是“幸運的”。在接下來的周末70周年大獎賽中，勒克萊爾和維特爾分別獲得了第8名和第12名。雖然大多數車手在比賽中進站兩次，但勒克萊爾利用一站式策略獲得第四名，他將這一結果描述為“就像一場胜利”。與此同時，維特爾在開場一圈打滑，並表示他的兩停近站策略在以第12位完賽後“沒有任何意義”。

### 季中
勒克萊爾和維特爾分別獲得了2020年西班牙大獎賽排位賽的第9名和第11名。勒克萊爾因ECU問題而退出比賽，而維特爾則利用“計劃外”的一站式策略在最後幾圈保持第七名完賽。SF1000在2020年比利時大獎賽中表現掙扎；在2020年首次兩輛車都沒有進入Q3，勒克萊爾和維特爾分別僅排在第13位和第14位。勒克萊爾的SF1000比一年前的法拉利 SF90在賽道的Speed Trap中慢了10公里/小時，而法拉利是唯一沒有在比2019年比利時大獎賽排位賽中做出的單圈成績快的車隊。維特爾以第13名和勒克萊爾第14名完賽，在SF90獲得杆位和勝利的賽道上。比諾托評論說，車隊對其糟糕的表現感到“失望和憤怒”，被認為是由於缺乏空氣動力效率、引擎動力和輪胎抓地力。

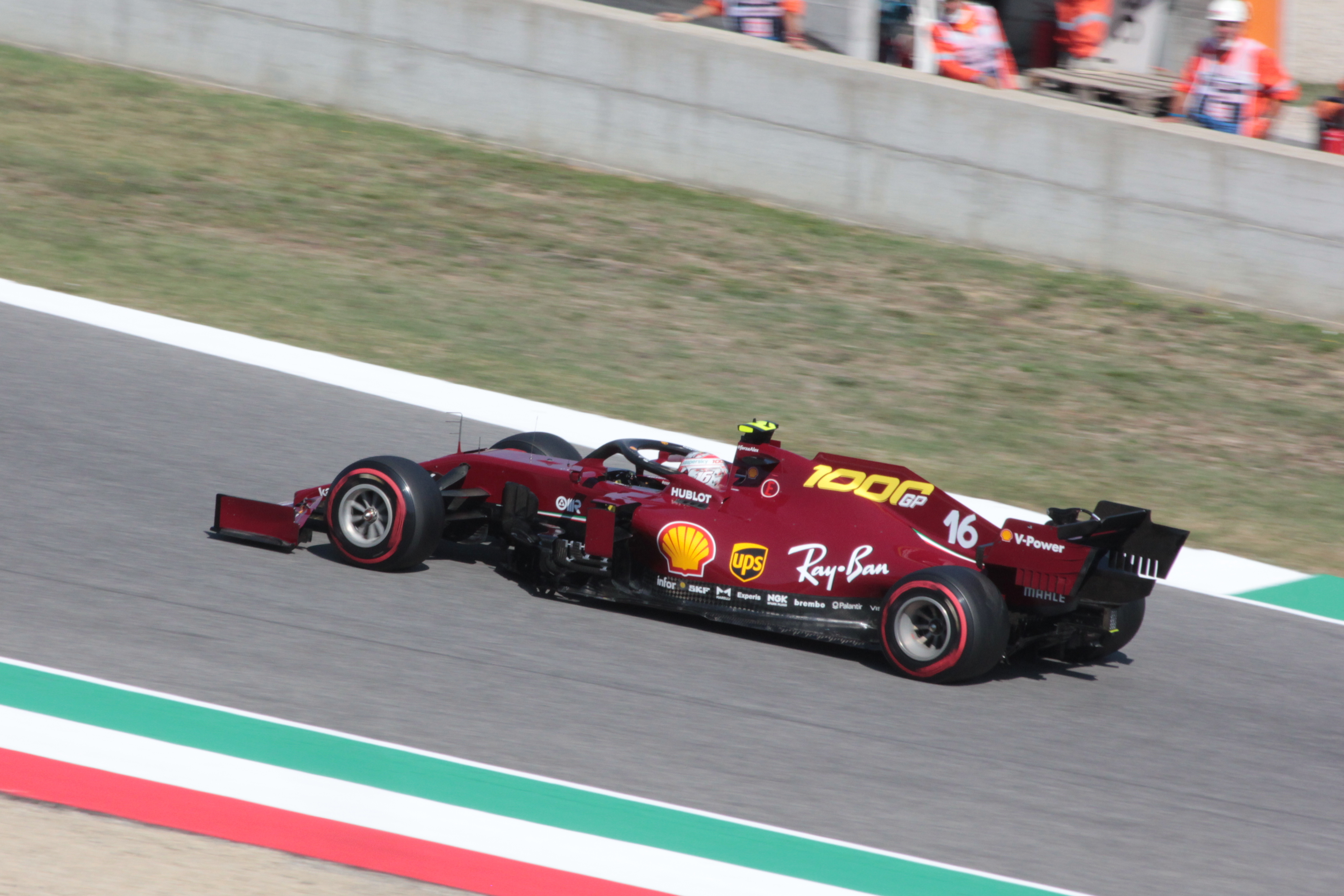
法拉利 SF1000車隊的在第1000場大獎賽比賽期間換上一次性的賽車塗裝。

在蒙扎賽道的法拉利主場比賽中法拉利首次未能進入Q2，維特爾在排位賽被堵後排在第17位。勒克萊爾只能排在第13位。維特爾在比賽前幾圈剎車失靈，退出了比賽。勒克萊爾在跑到第四位之前在最後一個彎道遭遇高速事故，帶出了紅旗並導致法拉利本賽季第二次雙退賽。維特爾後來表示，沒有車迷出席是“一件幸事”，並且對接下來在穆杰洛赛道比賽的期望“非常低”。為了紀念車隊的第1000場大獎賽，SF1000在2020年托斯卡納大獎賽中採用勃艮第酒紅的塗裝，以紀念法拉利的第一輛賽車125 S。維特爾排在第14位，勒克萊爾排在第五，勒克萊爾評論說他的成績“超出了我們的任何預期”。比賽中的八個退賽讓維特爾在第10位完賽，獲得一分；而勒克萊爾則在奇米·雷克南后以第9位完賽。因萊科寧獲得罰時，他之後升至第8位。
SF1000在2020年俄羅斯大獎賽進行了小幅的升級，但比諾托警告說“他們不會造成巨大的改變”。兩輛車都未能進入Q3，勒克萊爾和維特爾分別排在第11和第15位。維特爾只能以第13名完賽，而勒克萊爾則以第6名的成績完賽。勒克萊爾將升級描述為“朝著正確的方向前進”，雖然比諾托聲稱這個結果更多是由於索契賽道的賽道特性。法拉利在2020年艾费尔大奖赛進行了升級，主要集中在SF1000的擴散器。勒克萊爾排位賽排在第四名，並以第七名完賽，而維特爾則以第11名完賽。車隊在2020年葡萄牙大奖赛再次升級了擴散器，並表示他們的目標是在本賽季剩餘的六場比賽中再次排在前六名。勒克萊爾在波爾蒂芒再次獲得排位賽第四名，但維特爾在第 15 名中遠遠落後，並表示儘管他盡了最大努力，但勒克萊爾“在另一個領域中”。勒克萊爾在比賽開始時失去位置，但最後以第四名完賽，維特爾以第10名完賽。

### 季尾
勒克萊爾和維特爾分別獲得了2020年艾米利亚-罗马涅大奖赛排位賽的第7位和第14位。勒克萊爾在比賽后期獲得了第四名，但他被艾法托利車隊的丹尼尔·科维亚特超越。勒克萊爾後來表示，採用不同的策略可能會令他登上領獎台。維特爾的比賽因在首圈與凱文·馬格努森發生碰撞而受阻，隨後在比賽后期被緩慢的進站拖慢， 他以第12名衝過終點線。兩輛車都未能在2020年土耳其大奖赛排位賽中進入Q3，維特爾排位賽第12位，勒克萊爾排位賽第14位。維特爾在比賽開始時多次超車，在第一圈結束前從第11位攀升至第3位。最後一圈，勒克萊爾和維特爾分別跑在第三和第四位。勒克萊爾在試圖超越第二名沙治奧·佩雷斯時犯了一個錯誤，讓維特爾得到了本賽季的第一個領獎台。
與車隊在土耳其大獎賽上的年度最佳成績相比，SF1000在本賽季的最後三場比賽中只獲得了一個積分。兩輛車在2020年巴林大奖赛再次未能進Q3，維特爾排位賽第11位，勒克萊爾排位賽第12位。排位賽后，法拉利的體育總監洛朗·梅基斯說勒克萊爾“[沒有]對SF1000有正常的信心”。勒克萊爾以第 10 名完賽而得到一分，而維特爾則以第13名完賽。在接下來的2020年萨基尔大奖赛排位賽中，維特爾獲得了第13名，而勒克萊爾則獲得了第4名，這是他“非常高興”的結果。在比賽的第一圈，勒克萊爾在一次超車中與沙治奧·佩雷斯相撞，導致他自己和馬克斯·維斯塔潘退賽。勒克萊爾在下一場比賽中被罰退三位，並表示他將“嘗試更好地選擇戰鬥”。維特爾在比賽中遭遇了兩次緩慢的進站，並在第12位越過終點線。賽后，車隊表示，SF1000的車輪螺母問題是他們進站緩慢的原因，這個問題影響了車隊一整年。
維特爾表示車隊的維修站設備“可能需要大修”。在賽季末的2020年阿布扎比大奖赛排位賽中，勒克萊爾獲得了第九名，維特爾在他代表車隊的最後一場比賽中獲得了第13名。兩輛車都在比賽中失去位置，最終獲得第13和第14名。
SF1000使法拉利在車隊積分榜上排名第六，這是車隊自1980年的312T5獲得第10名以來的最差成績。最後一場比賽結束後，維特爾說這個賽季“非常艱難和累人”，他“很高興這賽季結束了”。談到即將到來的2021年賽季，馬蒂亞·比諾托表示“我們不能接受與2020年類似的賽季”，並且“如果我看看我們開發賽車的方式，有一些我希望在2021賽季可以做得更好。”

## 一級方程式參賽記錄
(賽果底色示意列表)

粗體－桿位 斜體－最快圈速 * – 賽季進行中 

† –  車手未完成賽事，但已完成90%的原定賽程，因而有排名 

‡ –  由於未完成預定距離的75％，因此該場比賽只能獲得一半積分 

| 奧     |            | 匈                   | 英 | 周年 | 西                | 比 |     | 托 | 俄 | 艾費 | 葡  | 艾米 | 土  | 巴林 | 薩 | 阿 |    |    |   |    |     |    |     |     |
| 2020年 | 法拉利車隊 | 法拉利065 1.6公升V6t | P  |      |                   |    |     |    |    |      |     |      |     |      |    |    |    |    |   |    |     |    |     |     |
| 2020年 | 法拉利車隊 | 法拉利065 1.6公升V6t | P  | 5    | 塞巴斯蒂安·維泰爾 | 10 | Ret | 6  | 10 | 12   | 7   | 13   | Ret | 10   | 13 | 11 | 10 | 12 | 3 | 13 | 12  | 14 | 6th | 131 |
| 2020年 | 法拉利車隊 | 法拉利065 1.6公升V6t | P  | 16   | 夏尔·勒克莱尔     | 2  | Ret | 11 | 3  | 4    | Ret | 14   | Ret | 8    | 6  | 7  | 4  | 5  | 4 | 10 | Ret | 13 | 6th | 131 |
| 來源:  |            |                      |    |      |                   |    |     |    |    |      |     |      |     |      |    |    |    |    |   |    |     |    |     |     |